# 専門学校アートカレッジ神戸
専門学校アートカレッジ神戸（せんもんがっこうアートカレッジこうべ）は、学校法人神戸学園が運営する兵庫県神戸市にある専修学校である。

## 沿革
- 1965年11月 -  芦屋市に芦屋芸術学院創設
- 1967年2月 - 各種学校芦屋芸術学院認可
- 1974年 1月 - 学校法人認可
- 1976年4月 - 芦屋芸術学院専門学校認可
- 1982年 8月 - 無料職業紹介事業許可
- 1988年11月 - 文部省専修学校職業教育高度化開発研究校に指定
- 1990年
  - 4月 - 文部省専修学校開放講座実施校に指定
  - 10月 - 芦屋市市民文化賞受賞
- 1991年 4月 - 芦屋芸術情報専門学校に改称。神戸・六甲アイランドに移転。
- 2001年4月 - 専門学校アートカレッジ神戸に改称
- 2002年4月 - 学校法人神戸学園に設置者変更
- 2008年4月 - 高等課程設置認可され、総合アート学科を設置
- 2013年4月 - 神戸スポーツアートCocoro専門学校と改称
- 2015年4月 - 専門学校アートカレッジ神戸と再び改称
- 2016年4月 - 航空CA・グランドスタッフ学科、航空グランドハンドリング学科、アートデザイン学科 Webデザイン専攻（2学科1専攻）を増設[1]。 国際コミュニケーション学科を設置
- 2018年4月 - 観光学科を設置
- 2021年4月 - ダンスインストラクター学科、通信制学科、DXビジネス学科を設置
- 2022年4月 -  DXビジネス学科、eスポーツ学科を設置

## 学科

### 専門課程
- イラストデザイン学科
- 国際コミュニケーション学科
- eスポーツ学科
- ダンスインストラクター学科
- 観光学科
- 航空グランドスタッフ学科
- 通信制学科
  - DX ビジネス学科
  - DX ビジネス学科
- 航空グランドハンドリング学科

### 高等課程
- 総合アート学科
  - 芸能コース
  - 芸術コース
  - ゲームコース

## 所在地
- 〒658-0032 兵庫県神戸市東灘区向洋町中1丁目15番

最寄り駅は、神戸新交通 六甲アイランド線・アイランドセンター駅

## 出身者
- 金元寿子 - 声優
- 古味直志 - 漫画家
- 中島つばさ - 漫画家
- 金平守人 - 漫画家
- 大谷リュウジ - イラストレーター、デザイナー
- 中野あすな - イラストレーター
- 増田英二 - 漫画家
- あおいみつ - 漫画家
- 平川雄一 - 漫画家
- 安永知澄 - 漫画家
- 奥嶋ひろまさ - 漫画家
- 佐伯淳一 - 漫画家
- 空十雲 - 漫画家
- 森永まいこ - 声優
- 森田恵奈 - MCタレント
- 三浦愛恵 - 声優
- 間宮吉彦 - 建築家、インテリアデザイナー
- 神坂一 - 作家
- 藤田三歩 - イラストレーター
- 金平守人 - 漫画家
- 金重剛 - 備前焼陶芸家
- チャンキー松本 - アーティスト
- 福居善之 - イラストレーター
- 森田求 - デザイナー
- さかもとあい - アーティスト
- 井上幸子 - イラストレーター
- 門脇未来 - キャラクターデザイナー、アニメーター
- 藤本彩花 - 声優

順不同